# La mujer eunuco
La mujer eunuco (The Female Eunuch) es un libro de 1970 de Germaine Greer que se convirtió en un éxito de ventas internacional y un texto fundamental en el movimiento feminista. La tesis de Greer es que la familia nuclear "tradicional", suburbana, consumista, reprime sexualmente a las mujeres, y que esto las desvitaliza, convirtiéndolas en eunucos. El libro fue publicado en Londres en octubre de 1970. Ha sido traducido a numerosos idiomas.
En 1999 se publicó una secuela, titulada The Whole Woman (La mujer completa).

## Resumen
El libro es un análisis feminista, escrito con intención polémica y erudición académica. Fue un texto clave del movimiento feminista en la década de 1970, ampliamente discutido por otras feministas y la comunidad en general, particularmente por la gran presencia de la autora en los medios de difusión. En las secciones tituladas Cuerpo, Alma, Amor y Odio, Greer, tras examinar las definiciones históricas de la percepción que las mujeres tienen de sí mismas y enumerar las limitaciones impuestas, critica la sociedad de consumo moderna y la normalidad femenina y masculina según los estereotipos convencionales. En contraste con trabajos feministas anteriores, Greer usa el humor, la audacia y un lenguaje grosero para presentar una descripción directa y sincera de la sexualidad femenina, tema que no se había tratado mucho hasta entonces en el mundo anglosajón. La irreverencia de Greer hacia Sigmund Freud y el psicoanálisis se inspiró en El segundo sexo de Simone de Beauvoir.
Greer explica que los hombres odian a las mujeres, aunque estas últimas no se dan cuenta y se les enseña a odiarse a sí mismas.

En su capítulo final llamado Revolución, Greer dice que el cambio tiene que ocurrir a través de la revolución, no de la evolución. Las mujeres deben llegar a conocer y llegar a aceptar sus propios cuerpos, probar su propia sangre menstrual y abandonar el celibato y la monogamia. Sin embargo, no deben quemar sus sostenes. "Los sujetadores son un invento ridículo", escribió, "pero si haces de la falta de sujetadores una regla, te estás sometiendo a otra represión". Greer se queja de las "damas elegantes de clase media" que se sientan en los comités de derechos de la mujer y dedican su tiempo a firmar peticiones para lograr la igualdad. Afirma que para lograr la igualdad, una mujer no debe ser amable, sino que debe buscar la revolución. En un prólogo añadido a la edición del 21.º aniversario, Greer hizo referencia a la pérdida de la libertad de las mujeres con la "muerte súbita del comunismo" (1989) ya que lanzó a las mujeres de todo el mundo a una sociedad occidental de consumo en la que hay poca o ninguna protección. 
La libertad por la que abogaba hace veinte años era la libertad de ser una persona con la dignidad, integridad, nobleza, pasión y orgullo que constituyen la persona. Libertad para correr, gritar, hablar alto y sentarse con las rodillas separadas. Libertad para conocer y amar la tierra y todo lo que nada, yace y se arrastra sobre ella... La mayoría de las mujeres del mundo siguen teniendo miedo, siguen teniendo hambre, siguen siendo mudas y cargadas por la religión con todo tipo de grilletes, enmascaradas, amordazadas, mutiladas y golpeadas.
En una entrevista de 1971, Greer dijo de su libro: "El título indica el problema. Las mujeres han sido de algún modo separadas de su libido, de su facultad de desear, de su sexualidad. Se han vuelto sospechosas al respecto. Al igual que las bestias, por ejemplo, que son castradas en la agricultura para servir a su amo, para ser engordadas o dóciles, las mujeres han sido privadas de su capacidad de acción. Es un proceso que sacrifica el vigor por la delicadeza y la suntuosidad, y que hay que cambiar.".

## Recepción
La crítica Camille Paglia calificó a La mujer eunuco como un "libro maravilloso" y describió la gira internacional de Greer para promocionarlo como "el cenit del feminismo del siglo XX".